# Parque Nacional Saddle Peak
O Parque Nacional Saddle Peak é um parque nacional nas Ilhas Andaman e Nicobar, na Índia. Foi criado em 1979.

## Fauna
Entre os animais encontrados aqui estão o porco selvagem de Andaman, o pombo imperial de Andaman, o varano-malaio, golfinhos, baleias e o crocodilo de água salgada.

## Flora
O Parque Nacional Saddle Peak é cercado por vegetação tropical húmida e também por uma floresta estacional decidual. As espécies Scolopia pusilla e Cleistanthus robustus pode ser encontradas nessas ilhas, mas não se encontram na Índia continental.